# Erica leucantha
Erica leucantha är en ljungväxtart som beskrevs av Heinrich Friedrich Link. Erica leucantha ingår i släktet klockljungssläktet, och familjen ljungväxter. Inga underarter finns listade i Catalogue of Life.

## Bildgalleri

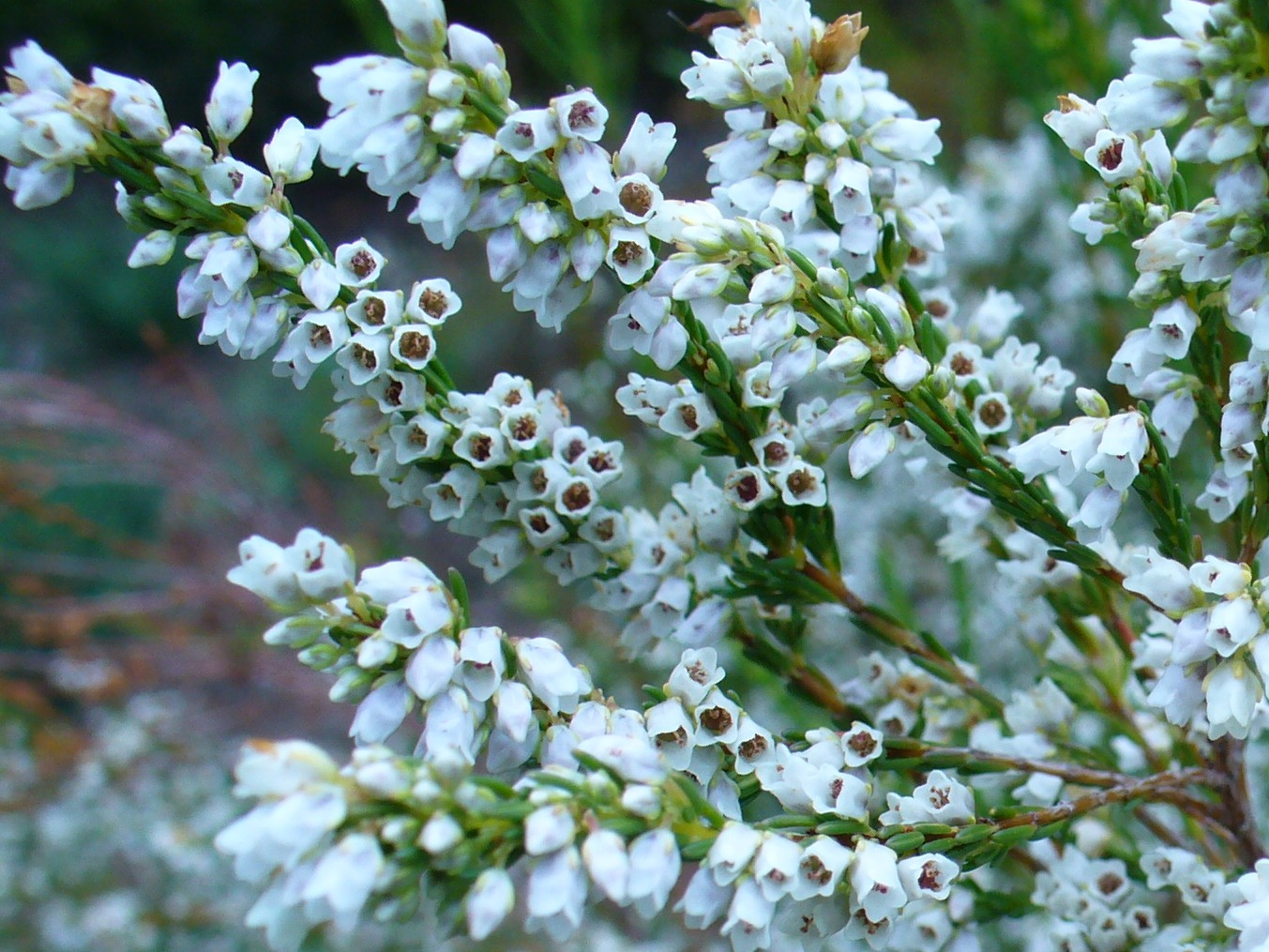
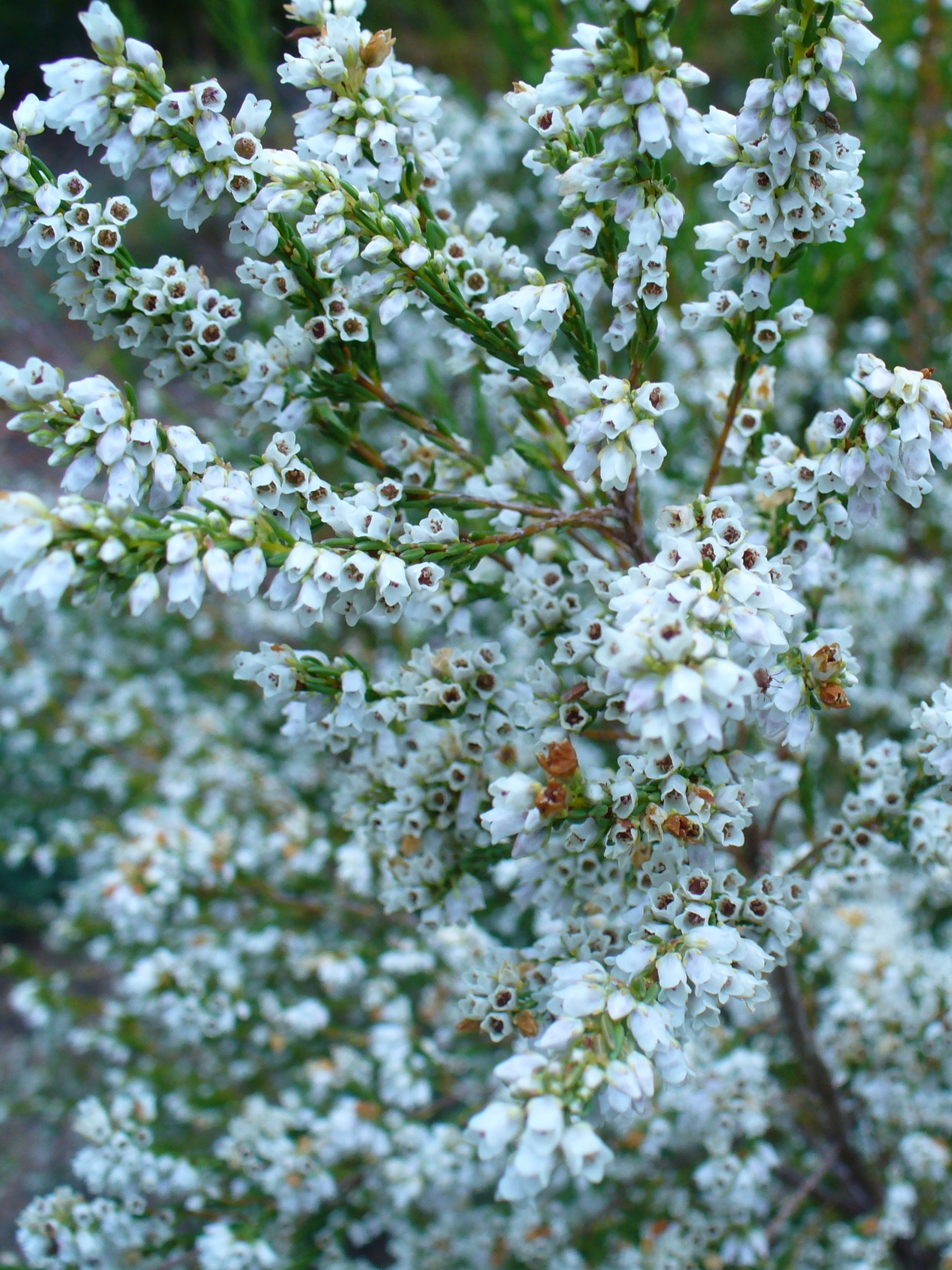
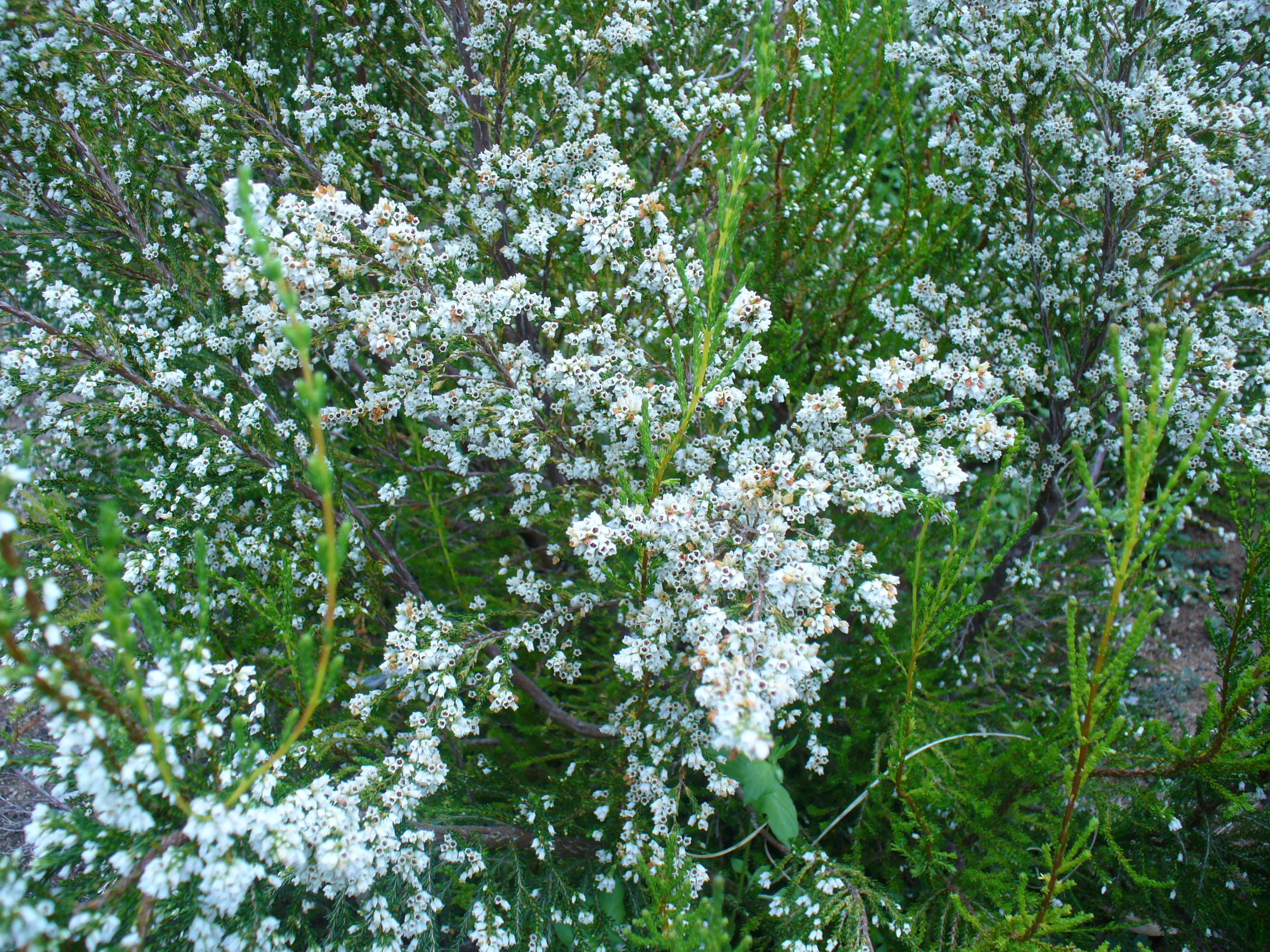